# لي شيبرد
لي شيبرد (بالإنجليزية: Lee Shepherd) هو مهندس أمريكي، ولد في 30 أغسطس 1944، وتوفي في 11 مارس 1985.